# Мавлютова (деревня)
Мавлютова — деревня в Аргаяшском районе Челябинской области. Входит в состав Байрамгуловского сельского поселения.
Расположена в юго-западной части района, на левом берегу реки Миасс. Ближайший населённый пункт — деревня Байрамгулово. Расстояние до районного центра, села Аргаяш — 45 км.

## История
Деревня основана в середине 18 века (3-я генеральная ревизия (1763)). В 1927 организована артель «Миасс», позднее на ее базе — колхоз имени 1 Мая.

## Население
| 2002 | 2010 |
| ---- | ---- |
| 701  | ↘599 |

(в 1900 - 587, в 1916 - 694, в 1947 - 324, в 1970 - 732, в 1983 - 777, в 1995 - 732).
Проживают башкиры.

## Улицы
- Береговая улица
- Зеленая улица
- Лесная улица
- Молодежная улица
- Мостовая улица
- Полевая улица
- Тургайская улица
- Центральная улица
- Челябинская улица

## Инфраструктура
- Библиотека
- Школа
- Фельдшерский акушерский пункт